# Porta Furba – Quadraro
Porta Furba - Quadraro – stacja na linii A metra rzymskiego. Stacja została otwarta w 1980 roku. 